# Роджер Джексон (веслувальник)
Роджер Джексон (англ. Roger Jackson, 14 січня 1942) — канадський академічний веслувальник.
Олімпійський чемпіон 1964 року в складі розпашної двійки без стернового, учасник 1968, 1972 років.